# Pradópolis
Pradópolis este un oraș în São Paulo (SP), Brazilia.